# Bells Are Ringing
Bells Are Ringing (Brasil: Essa Loira Vale Um Milhão / Portugal: A Menina dos Telefones) é um filme norte-americano de 1960, do gênero comédia musical, dirigido por Vincente Minnelli e estrelado por Judy Holliday e Dean Martin.

## Notas sobre a produção

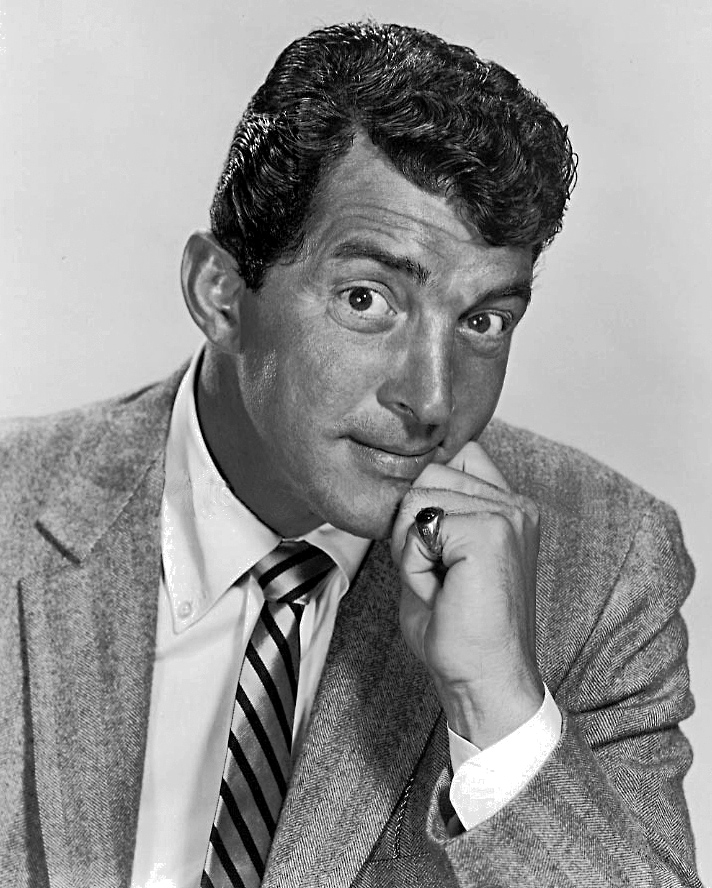
Fotografia de Dean Martin, distribuída pela MGM para promover o filme.